# Aranyarcú bülbül
Az aranyarcú bülbül (Pycnonotus tympanistrigus) a madarak osztályának verébalakúak (Passeriformes) rendjébe, a bülbülfélék (Pycnonotidae) családjába tartozó faj.

## Rendszerezése
A fajt Salomon Müller német ornitológus írta le 1835-ben, az Ixos nembe Ixos tympanistrigus  néven.

## Előfordulása
Az Indonéziához tartozó Szumátra szigetén honos. A természetes élőhelye a szubtrópusi vagy trópusi síkvidéki- és hegyi esőerdők. Állandó, nem vonuló faj.

## Megjelenése
Testhossza 16 centiméter.

## Életmódja
Bogyókkal és más apró gyümölcsökkel táplálkozik, esetleg néhány rovart is fogyaszt.

## Természetvédelmi helyzete
Az elterjedési területe nem nagy és erősen csökken, egyedszáma is csökken. A Természetvédelmi Világszövetség Vörös listáján mérsékelten fenyegetett fajként szerepel.